# 駒場東邦中学校・高等学校
駒場東邦中学校・高等学校（こまばとうほうちゅうがっこう・こうとうがっこう）は、東邦大学が設置し、東京都世田谷区池尻に所在し、中高一貫教育を提供する私立男子中学校・高等学校。
高等学校において生徒を募集しない完全中高一貫校。通称は「駒東（こまとう）」。

## 概要
東邦大学の創立者であり理事長であった額田豊と東京都立日比谷高等学校の校長であった菊地龍道により1957年（昭和32年）設立。建学当初「10方針」を掲げ、現在ではよく行われる分割授業、習熟度別授業といった少人数授業を創立当初から実施している。
初代校長菊地龍道以来、海軍型の制服や、クラス編成におけるR（ルーム）制・教室前方の黒板に加え横側の黒板を併用する授業形態など、随所に日比谷高等学校の影響が残っている。
第二代校長高山政雄は「駒東の3F精神」（Friendship（友情）, Fair play（正々堂々）, Fighting spirit（闘志））を顕し、体育祭の選手宣誓など、現在でも受け継がれている。
きめの細かいカリキュラムを全員に実現させるため、1971年以降、高校からの募集はしていない。
東京大学駒場キャンパスから南におよそ700mに位置し、周囲には筑波大附属駒場中学・高校、都立駒場高校が隣接する他、学校がいくつか所在し、東京都の文教地区建築条例には指定されていないが、いわゆる文教地区に校舎を持つ。
設置者である東邦大学への推薦入学制度がある。

## 沿革
- 1956年 - 東邦大学付属高等学校設置認可。
- 1957年 - 東邦大学付属高等学校を駒場東邦高等学校と改称。駒場東邦中学校設置認可。
- 1971年 - 高校からの募集を廃止し、完全6年一貫教育を確立。
- 1995年 - 新校舎落成。
- 2004年 - 新校舎増築。
- 2006年 - グラウンド改修実施。
- 2017年 - 創立60周年事業グラウンド拡張工事実施。
- 2020年 - グラウンドを人工芝生にする工事を実施し、数ヶ月の後完成する。

## 授業
- クラスはR（ルーム）制。各Rを学年、クラスの数字を並べて表す（例えば13Rなら1年生の3クラス目を表す）。
- さらに出席番号をつなげ、4桁の数字で個人を識別することが多い（1302→1年3組の2番）。
- 英語・理科実験・武道・技術などはRを出席番号で2分割して授業を行う。
- 6年生より文理別のR分けがなされる。この際、志望大学種別（国公立・私立）や成績でのR分けは行わない。

## 課業
- 週6日制。8時20分始業で、月～金曜日は1時限50分が6時限、土曜日は4時限まである。
- 休み時間は各時限の合間に10分間、4時限目と5時限目の間のみ50分間の昼休みである。
- 部活動は1日2回（朝7:30頃からと放課後15:30頃から）。日曜日も可。
- 一般生徒の登校時間は7:30以降。下校時間は夏時間（4～9月）が17:30まで、冬時間（10～3月）が17:00までとなる。「居残り届け」をHR担任または各部顧問に提出すればこの限りではない。

## 交通アクセス
出典 : 
電車
| 路線名         | 最寄り駅     | 出口 | 徒歩所要時間 |
| -------------- | ------------ | ---- | ------------ |
| 東急田園都市線 | 池尻大橋駅   | 北口 | 10分         |
| 京王井の頭線   | 駒場東大前駅 | 西口 | 10分         |

バス
| 乗車停留所   | 系統                                     | 下車停留所        | 運行事業者 |
| ------------ | ---------------------------------------- | ----------------- | ---------- |
| 経堂駅       | 渋54                                     | 「駒場」、徒歩5分 | ■小田急    |
| 渋谷駅       | 渋51                                     | 「駒場」、徒歩5分 | ■東急      |
| 渋谷駅       | 渋05・渋11・渋21・渋22・渋23・渋31・渋32 | 「大橋」、徒歩7分 | ■東急      |
| 成城学園前駅 | 渋24                                     | 「大橋」、徒歩7分 | ■東急      |
| 中目黒駅     | 渋41・渋42・渋43                         | 「大橋」、徒歩7分 | ■東急      |
| 等々力       | 渋82                                     | 「大橋」、徒歩7分 | ■東急      |

## 入試
募集人員は240名で、中学入試のみ。試験日は2月1日の一回のみで、算数、国語、理科、社会の4科目で合否が判定される。

## 学校行事
- 4月 - 入学式、対面式、健康診断、校内模試（高3）、防災訓練、遠足
- 5月 - 体育祭
- 6月 - 開校記念日、歌舞伎教室（中3）
- 7月 - 水泳講習（中学）、林間学校（中1：霧ヶ峰、中2：志賀高原）、夏期講習（中学は生徒指定、高校は任意）
- 8月 - 部活動合宿
- 9月 - 文化祭、校内水泳大会、修学旅行（高2）、研究旅行（中3）
- 10月 - 校内体育大会
- 11月 - 芸術鑑賞、全校マラソン大会
- 1月 - 武道寒稽古（中2）
- 3月 - 卒業式

### 三大行事
駒場東邦では、体育祭、文化祭、校内体育大会が三大行事として親しまれている。

#### 体育祭
赤・白・青・黄の4色で優勝を争う。生徒の自主的運営により実施され、各色の6年生（高3）が下級生を指導する。入学すると、生徒は赤・白・青・黄の4色の組に分けられ、この色分けは卒業するまで変わらない。これは、初代校長の菊地龍道が富山県立神通中学校校長当時、体位の向上を目指すため実施していた月に1度の体育日に、学校全体を朱雀・白虎・青龍・玄武（入学から卒業まで変わらない）の4つに分けたことに由来する。

#### 文化祭

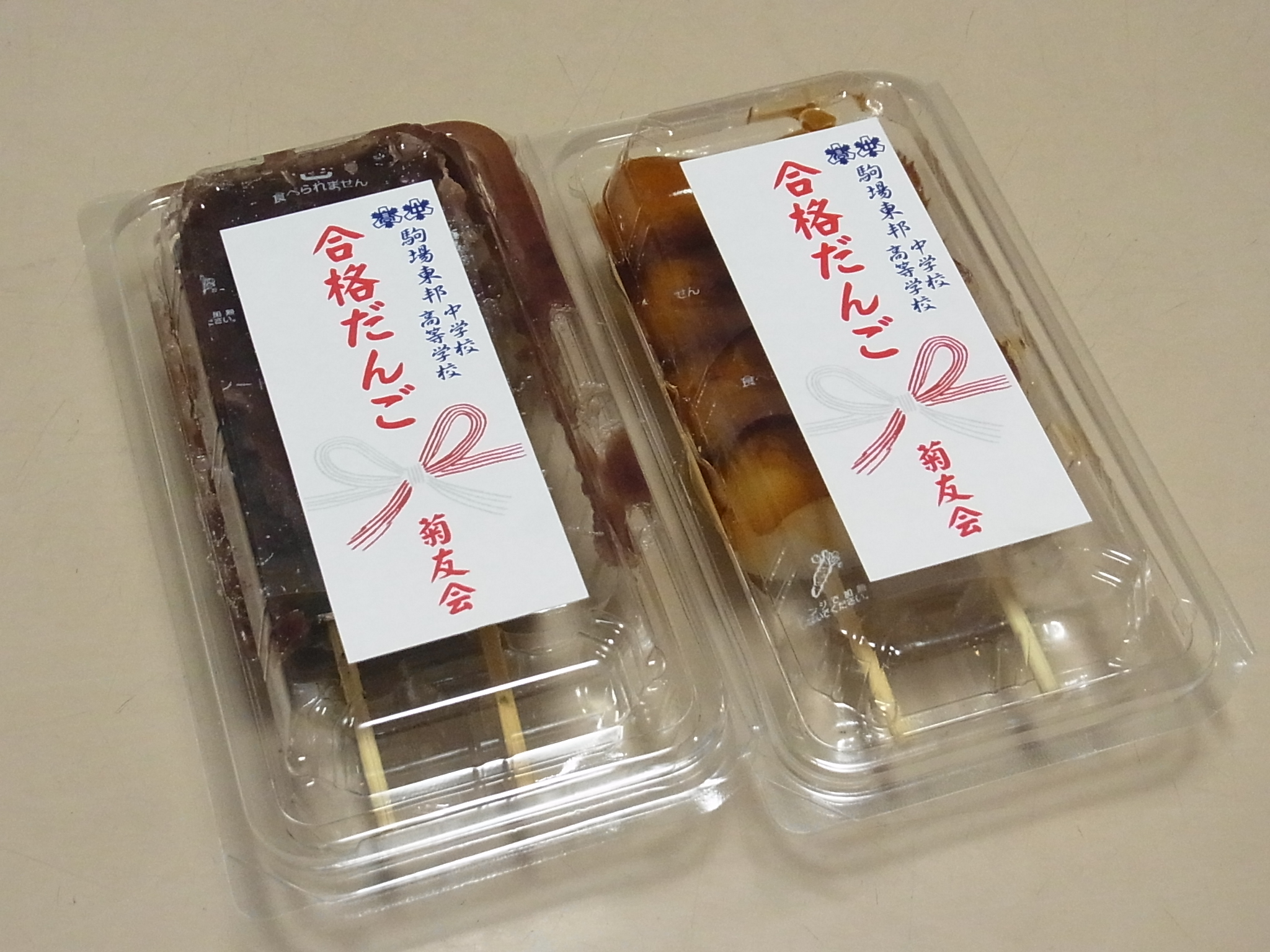
文化祭で販売される「合格だんご」（2017年9月16日撮影）

各学年をいくつかに分けたグループおよび各部で催し物をする。部活ごとにも催し物をする。優れた団体には賞が贈られる。

#### 全校マラソン大会
こどもの国外縁を、中学生は4.1km、高校生は8.2km走る。中学生は35分、高校生は65分以内に走れば完走となる。1位～100位には賞品（豆盾）が贈られる。

### その他
- 遠足：学年ごとに行き先が違う。高校では、生徒による投票で行き先が決まる。
- 校内水泳大会：一般公開無し。
- 校内体育大会：一般公開無し。バレーボール、バスケットボール、卓球、ミニサッカー、大縄跳びの５種目。中学・高校別にR単位で戦う。公正な勝負にするため、中学1年生を除き各部生徒の出場はルームにつき一人まで。なお、大縄跳びは高校のみ。

## 部活動
全国優勝実績が多い囲碁部が有名。その他文化部では、クイズ研究部、鉄道研究部、将棋部、山岳部、ブラスバンド部、物理部、化学部や折り紙研究会、演劇同好会と多種多様が特徴であり、それぞれ優秀な成績を収めている。
運動部では、中学サッカー、アーチェリー、陸上、軟式野球、体操、バスケットボールが全国大会、関東大会に出場するなどの成績を残しており、硬式テニス部も過去に全国中学やインターハイに出場経験がある。なお、各部活動への参加は5年生（高2）の秋までが一般的である。
| 経営活動部 | 文化部           | 体育部             | 同好会           |
| ---------- | ---------------- | ------------------ | ---------------- |
| 雑誌文藝部 | 地理部           | 陸上部             | 演劇同好会       |
| 新聞部     | 地学部           | バレーボール部     | 航空研究会       |
| 放送部     | 美術部           | 軟式野球部         | 園芸同好会       |
| 図書部     | 写真部           | バスケットボール部 | 釣研究会         |
| 保健部     | 生物部           | 卓球部             | 日本之城研究会   |
| 生活部     | 物理部           | 山岳部             | ゴルフ同好会     |
| 防災部     | 化学部           | 軟式庭球部         | 書道研究会       |
|            | ブラスバンド部   | 剣道部             | 奇術同好会       |
|            | 歴史部           | 柔道部             | スキー同好会     |
|            | 天文部           | 水泳部             | 映画同好会       |
|            | 軽音楽部         | 体操部             | 折り紙同好会     |
|            | 囲碁部           | サッカー部         | グリー同好会     |
|            | クラシック音楽部 | ラグビー部         | ダンス同好会     |
|            | 将棋部           | アーチェリー部     | クイズ研究部     |
|            | 鉄道研究部       | 硬式庭球部         | ディベート同好会 |
|            |                  | バドミントン部     | 数学研究会       |

以下は2005年からの成績（東京都大会もしくは相当大会入賞以上）。
2025年度
- 囲碁部

　文部科学大臣杯 全国高校選手権団体 団体戦 優勝
2024年度
- 囲碁部

　文部科学大臣杯 全国高校選手権団体　全国大会 3位
　高等学校文化連盟　全国高校選抜大会 団体戦 優勝
2023年度
- 囲碁部

　文部科学大臣杯 少年少女囲碁大会　全国大会 中学校個人戦　4位
- クイズ研究部

　高校生クイズ初代チャンピオン
2022年度
- サッカー部

東京都中学サッカー大会準優勝、関東サッカー大会    3位、全国中学校サッカー大会出場  ベスト32
2021年度
- 囲碁部

　高等学校文化連盟　全国高校選抜大会 団体戦 3位
2020年度
- 囲碁部

　高等学校文化連盟　全国高校選抜大会 団体戦 3位
2019年度
- 物理部

第25回Supercomputing Programming Contest 本選出場
エッグドロップ甲子園2019 東京大学賞
2018年度
- 演劇同好会

2018年度私立中学校演劇発表会 最優秀賞・内木文英賞
2017年度
- 囲碁部

　第14回 文部科学大臣杯　小・中学校囲碁団体戦　全国大会 優勝
　第38回 文部科学大臣杯 少年少女囲碁大会　全国大会 中学校個人戦 準優勝
- 演劇同好会

2017年度私立中高演劇発表会 特別賞
2016年度
- 鉄道研究部

鉄道模型コンテスト 1畳レイアウト部門 最優秀賞
- 囲碁部

第13回 文部科学大臣杯　小・中学校囲碁団体戦　全国大会 準優勝
第16回　関東中学校囲碁選手権大会 団体戦 3位
- 水泳部

関東中学校水泳競技大会 400mメドレーリレー 7位入賞
- 軟式野球部

中学夏季新人研修大会（世田谷区、新宿区、渋谷区、目黒区）優勝
- 柔道部

東京都中学校総合体育大会第2ブロック大会 団体戦準優勝

2015年度
- 水泳部

東京都第67回都中学校選手権：男子400mメドレーリレー 8位
- 陸上部

第54回東京都中学校総合体育大会陸上競技大会：男子低学年4×100m 7位
第61回全日本中学校通信陸上競技東京都大会：男子低学年4×100m 6位 / 男子共通4×100m 6位
第68回東京都中学校支部対抗選手権大会：男子2年1500m 4位 / 男子2年4×100m 7位 / 男子3年100m 8位
第68回東京都中学校駅伝競走大会：男子 5位

### 2014 - 2010年度
2014年度
- 化学部

第32回日本化学会化学クラブ研究発表会 ベストポスター賞 / GSCジュニア賞 / 研究奨励賞
- ブラスバンド部

第4回全日本高等学校管打楽器ソロコンクール：ファゴット 最優秀賞
- 水泳部

東京都中学校総合体育大会：男子200mフリーリレー 8位
- 陸上部

第67回東京都中学校支部対抗陸上競技選手権大会：男子2年4×100m 2位 / 110mH 4位
第57回東京都私立中学高等学校陸上競技選手権大会：男子高校1500m 5位
第26回東京ジュニア陸上競技大会：男子A 110mH 3位
第60回全日本中学校通信陸上競技東京都大会：男子低学年4×100m 4位 / 男子共通110mH 3位
第53回東京都中学校総合体育大会陸上競技大会：男子2年100m 8位 / 男子低学年4×100m 6位
2013年度
- アーチェリー部

第6回東京都中学生オープン大会：50m・30m部門RC男子 1位 / 4位
- 水泳部

第60回東京都中学校学年別水泳競技大会：1年男子100m自由形 4位 / 1年男子50m背泳ぎ 4位
- 卓球部

東京都大会：男子団体戦8位
- 軟式野球部

平成25年度秋季東京都高等学校軟式野球大会：優勝
平成25年度第54回秋季関東高等学校軟式野球大会：出場
- ラグビー部

東京都中学校選抜チームに1名選出
- 陸上部

第66回東京都中学校支部対抗陸上競技選手権大会：男子共通200m 4位 / 男子2年110mH 4位 / 男子1年100m 6位
第23回東京ジュニア陸上競技大会：男子A100m 7位 / 男子A200m 8位 / 男子B110mH 4位 / 男子C100m 2位 / 男子C4×100mR 1位
第40回全日本中学校陸上競技選手権大会：男子共通4×100m 準決勝進出
第41回関東中学校陸上競技大会：男子共通4×100m 8位
第59回全日本中学校通信陸上競技東京都大会：男子共通4×100m 2位
第52回東京都中学校総合体育大会陸上競技大会：男子共通4×100m 1位（43秒99大会新）
- 囲碁部

第37回　文部科学大臣杯　全国高校囲碁選手権大会：団体戦 準優勝 / 個人戦 優勝
東京都高等学校文化祭囲碁大会：団体戦 2位 / 個人戦 5位
- 化学部[28][29]

日本学生科学賞：都大会 最優秀賞 / 全国最終審査　優秀賞
日本化学会化学クラブ発表会：関東支部最優秀賞およびベストポスター賞
化学グランプリ：銀賞
東京都中学生科学コンテスト：銀賞、銅賞
2012年度
- アーチェリー部

第5回東京都中学生オープンアーチェリー大会：男子RC 50m・30m部門 4位
- 硬式テニス部

第51回東京都中学校総合体育大会テニス競技大会：団体戦 4位
- 陸上部

第65回東京都中学校支部対抗陸上競技選手権大会：男子1年 100mH 2位（予選にて14秒77大会新）/ 男子2年 4×100m　8位
第22回東京ジュニア陸上競技大会：男子B 100m 8位
第58回全日本中学校通信陸上競技東京都大会：低学年 4×100m 1位
第51回東京都中学校総合体育大会陸上競技大会：低学年 4×100m 2位
- 囲碁部

第7回全国高校囲碁選抜大会：男子団体優勝 / 男子個人戦 3位
第36回文部科学大臣杯全国高校囲碁選手権大会：男子団体戦 6位
第36回全国高等学校総合文化祭：囲碁部門 優勝 ※東京代表チームの3人の内の1人
- 化学部

全国高校化学グランプリ：銅賞
東京理科大学「坊っちゃん科学賞」：入賞 1名・佳作 2名
日本化学会関東支部第30回化学クラブ研究発表会：化学クラブ金賞・ベストポスター賞
- ブラスバンド部

第36回東京都高等学校アンサンブルコンテスト：金管5重奏 金賞 / 木管5重奏 金賞
2011年度
- アーチェリー部

第4回東京都中学生オープンアーチェリー大会：男子18・18m部門 1位・4位・5位
- 体操部

東京都高校総体：跳馬 4位 / ゆか 7位
- 軟式野球部

平成23年度東京都高等学校軟式野球：秋季大会 準優勝
- 囲碁部

第8回　文部科学大臣杯　小・中学校囲碁団体戦全国大会　中学校団体戦 優勝
第32回　文部科学大臣杯 少年少女囲碁大会　全国大会 中学校個人戦 5位
- 化学部

全国高校化学グランプリ：金賞 1名 / 銅賞 2名
東京理科大学「坊っちゃん科学賞」：入賞
日本学生科学賞都大会：最優秀賞
日本化学会関東支部第29回化学クラブ研究発表会：ベストポスター賞 / 進歩賞
2010年度
- 体操部

東京都高校男子体操競技新人大会：団体 4位 / 個人（学年別2年生の部）総合1位・4位
東京都高体連男子秋季体操競技個人選手権大会：総合1位
東京都体育協会主催種目別大会：ゆか 1位 / 跳馬 2位 / あん馬 5位 / 鉄棒 2位・8位
- 陸上部

第56回全日本中学校通信陸上競技東京都大会：男子共通400m 4位
第49回東京都中学校総合体育大会陸上競技大会：男子共通400m 8位
- 化学部

高校生科学技術コンテストJSEC2010　奨励賞
日本学生科学賞：都大会 最優秀賞 / 中央審査：日本科学未来館賞・入選3等
全国高等学校科学クラブ研究論文コンクール：努力賞
東京理科大学「坊っちゃん科学賞」：入賞
全国高校化学グランプリ：銅賞 4名

### 2009 - 2005年度
2009年度
- アーチェリー部

平成21年度JOCジュニアオリンピックカップ第28回全国高等学校アーチェリー選抜大会：出場
つま恋カップ（全日本大会）：高校男子個人 5位 / 中学男子個人 3位
- 体操部

第58回東京都中学校体操競技選手権大会：個人の部 3位
第40回関東中学校体操競技選手権大会：出場
- 囲碁部

第43回東京都高等学校囲碁大会：6位入賞
第10回関東中学校囲碁選手権大会：準優勝
第29回東京都中学校囲碁大会：トーナメント戦 3位
第14回東京都中学校冬季囲碁大会：3位
- 化学部

日本学生科学賞都大会：最優秀賞
日本化学会関東支部第27回化学クラブ研究発表会：ベストポスター賞
2008年度
- アーチェリー部

U-15全国大会：中学男子個人 3位
- 体操部

東京都中学新人戦：団体総合 2位 / 個人総合 3位
- バスケットボール部

東京都私立中学校大会：準優勝
- 陸上部

第35回全日本中学校陸上競技選手権大会：共通走高跳 出場
第47回東京都中学校総合体育大会陸上競技大会：共通走高跳 1位・8位 / 低学年 4×100m 8位
第54回全日本中学校通信陸上競技大会東京都大会：共通走高跳 1位 / 1年走幅跳　3位 / 1年100m　7位
- 囲碁部

関東地区高等学校選手権大会：準優勝
全国高等学校選抜大会：5位入賞
関東中学校選手権大会C級戦：準優勝
- 化学部

日本学生科学賞：入賞2等
化学グランプリ：金賞
2007年度
- 陸上部

第53回全日本中学校通信陸上競技大会東京都大会：低学年4×100m 6位
- 囲碁部

第4回文部科学大臣杯小・中学校囲碁団体戦全国大会：中学校団体戦 5位
2006年度
- アーチェリー部

関東高等学校アーチェリー選抜大会：優勝
全日本ターゲットアーチェリー選手権：出場（64位）
総体THE近畿（インターハイ）アーチェリー男子個人：出場（10位）
世界ジュニアアーチェリー選手権最終選考会：出場（10位）
関東高等学校アーチェリー選手権：優勝
全日本フィールドアーチェリー選手権：4位入賞
平成18年度東京都高等学校総合体育大会： 団体戦 優勝
- 囲碁部

第3回文部科学大臣杯小・中囲碁団体戦全国大会：出場
2005年度
- アーチェリー部

全国高等学校アーチェリー選抜大会：7位入賞
ヨーロッパグランプリ（アーチェリー）最終選考会：出場（12位）
- 軟式野球部

秋季東京都高等学校軟式野球大会：優勝

## 歴代校長
- 初代 菊地龍道 - 設立者。元都立日比谷高校校長
- 2代 高山政雄
- 3代 大橋秀雄
- 4代 久保田宏明
- 5代 菱村幸彦
- 6代 工藤功悦
- 7代 渡邉俶充 - 卒業生
- 8代 平野勲
- 9代 小家一彦

## 著名な出身者
括弧内は卒業年度、回生の順で掲載。
- 中村忠（昭和35年/1回生）- 世界誠道空手道連盟空手家
- 亀渕昭信（昭和35年/1回生）- 元ニッポン放送社長・音楽評論家・元ディスクジョッキー
- 稲葉大和（昭和37年/3回生）- 元衆議院議員、元文部科学副大臣（元法相・稲葉修の長男）
- 池水通洋（昭和37年/3回生）- 声優
- 清水啓助（昭和37年/3回生）- 特許技監、慶應義塾大学商学部教授
- 松本光正（昭和37年/3回生）- 医師
- 伊藤眞（昭和38年/4回生）- 東京大学名誉教授・民事訴訟法学者
- 金子孝文（昭和38年/4回生）- 経済企画庁国民生活局長、政策研究大学院大学教授、日本リサーチ総合研究所理事長
- 亀井淳（昭和38年/4回生） - 元イトーヨーカ堂社長
- 秋山仁（昭和40年/6回生）- 元東京理科大学教授・東京理科大学理数教育研究センター長・数学者
- 薬袋秀樹（昭和41年/7回生）- 筑波大学名誉教授・図書館情報学
- 岳真也 - 作家
- 久間和生（昭和43年/9回生）- 農業・食品産業技術総合研究機構理事長、計測自動制御学会会長、日本工学アカデミー副会長
- 小俣和一郎（昭和44年/10回生） - 精神科医・科学史家・精神病理学者
- 渡辺勝（昭和44年/10回生） - ミュージシャン
- 佐藤公彦（昭和45年/11回生）- シンガーソングライター
- 浅田次郎（高校1年まで在籍/11回生）- 小説家
- 松田良一（昭和46年/12回生）- 東京大学名誉教授・生物学者
- 齋木昭隆（昭和47年/13回生）- 外務事務次官・元外務省アジア大洋州局長
- 若林茂雄（昭和48年/14回生）- 弁護士、一橋大学大学院法学研究科特任教授、日本弁護士連合会副会長
- 竹田光明（昭和49年/15回生）- 元衆議院議員
- 長尾直樹（昭和49年/15回生） - 映画監督、CMディレクター
- 南雲吉則（昭和49年/15回生）- 外科医、ナグモクリニック総院長
- 山下悟（昭和49年/15回生） - 舞台演出家
- 松苗慎一郎（昭和51年/17回生）- テレビ朝日アナウンサー
- 大友康裕（昭和53年/19回生）- 東京医科歯科大学医学部教授・医学者
- 秋津透（昭和53年/19回生）- 小説家
- 新村和哉（昭和53年/19回生）- 元厚生労働省健康局長、元国立保健医療科学院長、日本医師会事務局長
- 苫米地英人（昭和54年/20回生） - 脳科学者
- 松島斉（昭和54年/20回生）- 東京大学大学院経済学研究科教授・経済学者
- 佐藤尚之（昭和55年/21回生）- 電通クリエイティブ・ディレクター
- 森山工（昭和55年/21回生） - 東京大学大学院総合文化研究科教授・文化人類学者
- 斎藤由多加（昭和56年/22回生）- ゲームクリエイター
- 時田隆仁（昭和56年/22回生）- 富士通社長、日本経団連審議員会副議長
- 加藤公一（昭和58年/24回生）- 衆議院議員、元法務副大臣
- 高野和明（昭和58年/24回生）- 小説家
- 鍵裕之（昭和59年/25回生）- 東京大学大学院理学系研究科教授・化学者
- 白倉伸一郎 （昭和59年/25回生）- 東映テレビプロデューサー
- 阿久津聡（昭和60年/26回生）- 一橋大学大学院経営管理研究科教授・経営学者
- 福井裕一郎（昭和61年/27回生）- NHKアナウンサー
- 将基面貴巳（昭和61年/27回生）- 西洋史研究家・思想家
- 松村正直（平成元年/30回生）- 歌人
- 稲見昌彦（平成2年/31回生）- 東京大学大学院情報理工学系研究科教授・情報工学者
- 森田洋之（平成2年/31回生）- 内科医、医療ジャーナリスト、元鹿児島県参与
- 国定勇人（平成3年/32回生）- 衆議院議員、環境大臣政務官、元三条市長
- 伊藤英一郎（平成5年/34回生）- 元テレビ北海道アナウンサー
- 高柳匡（平成6年/35回生）- 京都大学基礎物理学研究所教授・物理学者
- 清水幹太（平成7年/36回生）- クリエイティブ・ディレクター
- 楠正憲（高校1年まで在籍/36回生）- デジタル庁統括官、内閣官房情報化統括責任者補佐官
- 出雲充（平成10年/39回生）- ユーグレナ創業者
- 宮下遼（平成12年/41回生）- 大阪大学大学院人文学研究科准教授・トルコ文学者、翻訳家、作家
- 保手濱彰人（平成14年/43回生）- 実業家、著作家、ファンダム！会長
- 森田京之介（平成17年/46回生）- 元テレビ東京アナウンサー

## 関連学校
- 東邦大学（本部：東京都大田区 千葉県船橋市）
- 東邦大学付属東邦中学校・高等学校（千葉県習志野市）- 姉妹校
- 国立台南第一高級中学（台湾台南市）- 姉妹校
- en:Stevenson School（アメリカカリフォルニア州）姉妹校